# Nova Friburgo
Nova Friburgo város Brazíliában, Rio de Janeiro államban. Lakosainak száma 189 939 fő (2022). Nova Friburgo Bom Jardim, Cachoeiras de Macacu, Casimiro de Abreu, Duas Barras, Macaé, Silva Jardim, Sumidouro, Teresópolis és Trajano de Morais községekkel határos.

## Népesség
A település népességének változása:
| Lakosok száma | 173 418 | 182 082 | 191 158 | 191 664 | 189 939 |
|               | 2000    | 2010    | 2020    | 2021    | 2022    |